# Dryophytes euphorbiaceus
Dryophytes euphorbiaceus is een kikker uit de familie boomkikkers (Hylidae).

## Naamgeving
De soort werd voor het eerst wetenschappelijk beschreven door Albert Carl Lewis Gotthilf Günther in 1859. Oorspronkelijk werd de wetenschappelijke naam Hyla euphorbiacea gebruikt en onder deze naam staat de soort bekend in de literatuur.

## Verspreiding en leefgebied
Deze soort is endemisch in Mexico. De habitat bestaat uit laaglanden die soms overstromen of de hoger gelegen bossen. De kikker plant zich voort in tijdelijke wateren.